# داولت‌شینسکی
داولت‌شینسکی (انگلیسی: Davletshinsky) یک شهرک در شهرستان کوگارچینسکی جمهوری باشقیرستان در کشور روسیه است.